# Spavius glaber
Spavius glaber är en skalbaggsart som först beskrevs av Leonard Gyllenhaal 1808.  Spavius glaber ingår i släktet Spavius, och familjen fuktbaggar. Arten är reproducerande i Sverige.